# Jean-Baptiste Auriol

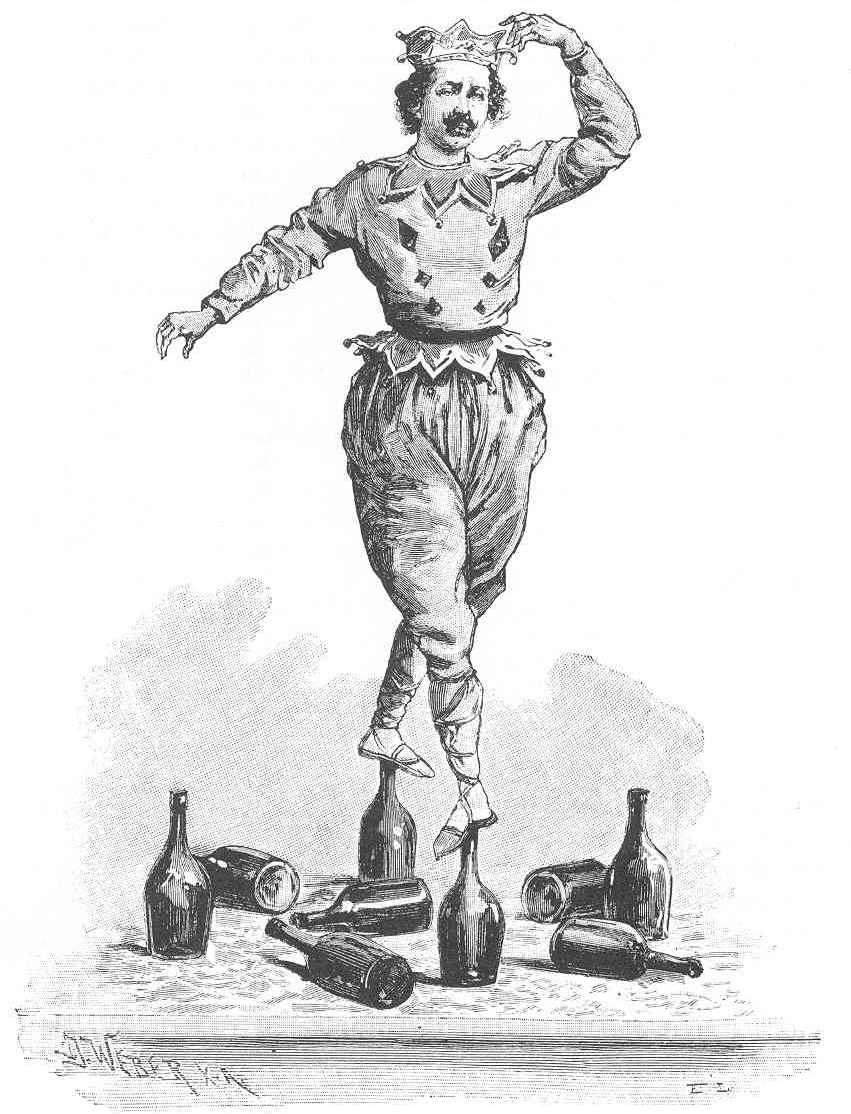
Zeichnung von Jean-Baptiste Auriol im Kostüm beim Tanz auf Flaschen

Jean-Baptiste Auriol (* um 1800 in Toulouse; † 29. August 1881) war ein französischer Clown und Artist.

## Leben

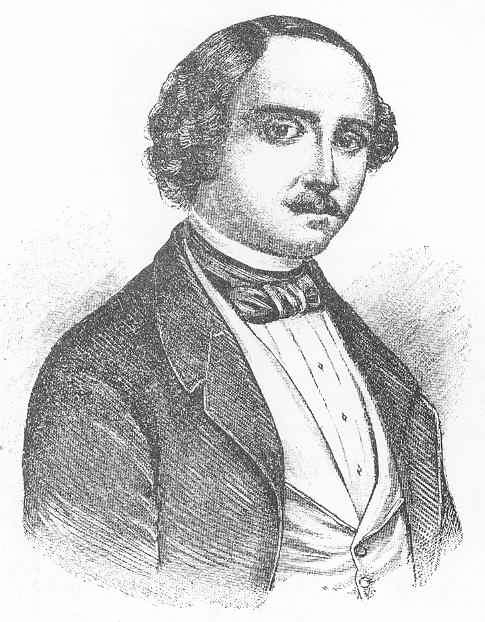
Porträt von Jean-Baptiste Auriol

Auriol wurde in Toulouse in eine Artistenfamilie geboren, beide Eltern tourten als Seiltänzer durch Europa. Sein genaues Geburtsjahr ist unklar und wird in der Literatur mit 1797, 1806 oder auch 1808 angegeben. Die ersten Erwähnungen seiner Auftritte datieren aus dem Jahr 1835 im Cirque Olympique in Paris. Es folgten Auftritte in Europa, unter anderem 1841 in Madrid und auch in Preußen, Böhmen und der Schweiz. Ab 1847 war Auriol im Pariser Zirkus von Antonio Franconi engagiert, wo er ein Gehalt von 2.000 Francs im Monat bezog, was damals etwa dem 100-fachen Einkommen eines einfachen Arbeiters entsprach.
Auriol gehörte zu den französischen Grotesques. Obwohl die Darbietungen ursprünglich lediglich als Pausenfüller dienten, wurden seine Fähigkeiten hoch geschätzt. Von Zeitgenossen wurde Auriol als „universeller Künstler, Springer, Jongleur, Äquilibrist, Seiltänzer, Komiker“ beschrieben. Besonders bekannt wurde sein Tanz auf aufrecht stehenden Flaschen (mit abschließendem Handstand auf der letzten Flasche) und seine außerordentlichen Sprünge. Von einem Salto mit Hilfe eines Sprungbretts über 20 Soldaten und einem Doppelsalto über acht Pferde wurde berichtet. Seine enormen Sprünge brachten ihm den Spitznamen Homme Oiseau (Vogelmann) ein.
Auriols Kostümierung wurde für zwei Jahrzehnte stilbildend unter europäischen Clowns. Zwei seiner Originalkostüme sind heute im Musée du Pays vaurais in Lavaur zu sehen.